# イタリア語会話
イタリア語会話（イタリアごかいわ）は、1990年4月から2008年3月までNHK教育テレビジョンで放送されたイタリア語の語学番組である。2008年度からはタイトルが「テレビでイタリア語」に改められた。

## 放送時間
（2007年度）
- 本放送　毎週火曜日0:00～0:25（月曜深夜）
- 再放送　毎週金曜日6:00～6:25

（2005,2006年度）
- 本放送　毎週月曜日23:50～0:15
- 再放送　毎週金曜日6:00～6:25

（2003,2004年度）
- 本放送　毎週火曜日0:00～0:30（月曜深夜）
- 再放送　毎週金曜日6:00～6:30

（2002年度）
- 本放送　毎週月曜日6:40〜7:10
- 再放送　毎週水曜日0:25～0:55（火曜深夜）
- 毎週木曜日15:00〜15:30

（1999～2001年度）
- 本放送　毎週月曜日6:40〜7:10
- 再放送　毎週水曜日0:20～0:50（火曜深夜）
- 毎週水曜日15:00〜15:30

（1998年度）
- 本放送　毎週月曜日6:40～7:10
- 再放送　毎週水曜日0:05～0:35（火曜深夜）
- 毎週土曜日13:00〜13:30

（1997年度）
- 本放送　毎週月曜日7:20～7:40
- 再放送　毎週火曜日23:35～23:55
  - 金曜と土曜に1996年度の再放送があった。

（1996年度）
- 本放送　毎週月曜日7:20～7:40
- 再放送　毎週火曜日23:30～23:50
  - 金曜と土曜に1995年度の再放送があった。

（1995年度）
- 本放送　毎週月曜日7:20～7:40
- 再放送　毎週火曜日23:30～23:50
  - 金曜と土曜に1994年度の再放送があった。

（1994年度）
- 本放送　毎週月曜日7:20～7:40
- 再放送　毎週火曜日19:00～19:20
  - 金曜と土曜に1993年度の再放送があった。

（1993年度）
- 本放送　毎週月曜日7:20～7:40
- 再放送　毎週火曜日19:00～19:20
  - 金曜と土曜に1992年度の再放送があった。

（1992年度）
- 本放送　毎週月曜日7:20～7:40
- 再放送　毎週火曜日22:20～22:40、毎週金曜日6:40～7:00
  - 土曜に1991年度の再放送があった。

（1991年度）
- 本放送　毎週月曜日7:20～7:40
- 再放送　毎週火曜日22:20～22:40
  - 土曜6:40～7:00と13:30～13:50に1990年度の再放送があった。

（1990年度）
- 本放送　毎週日曜日7:40～8:00
- 再放送　毎週月曜日22:40～23:00

## 各年度の内容

### 2007年度
出演
- 講師
  - 鈴木マリア・アルフォンサ
  - 押場靖志（10月～　再放送分）
- 生徒
  - 土屋アンナ（10月～　再放送分）
- アシスタント
  - レオナルド・ベヌッチ
  - ルカ・チェッカテッリ
  - マッテオ・インゼオ
  - ジローラモ・パンツェッタ（10月～　再放送分）

メイン部分はレギュラー4人およびゲストキャラクターによるコントになっている。中途半端なコメディではなく徹底したコント路線をとっているため、かなり無茶なストーリーも多くセリフもかなり刺激的である。
設定では以下のようになっている。
- レオナルド・ルカ・マッテオの3人は同じバス停を利用している。彼らは色々な場所で散々な目に遭っており、その回想シーンがスキットになっている。
- マリアはバス停前の売店の店員役。3人からは商売のことしか考えていないと言われるも、ぬいぐるみばかりで品揃えが良くなかったり変なサービスを開始したりといった問題点がある。犯罪同然の手段で物を売りつけることもある。
- レオナルドは会社員。身長が高いことをよくからかわれている。
- ルカはミュージシャン。生計を立てるためバリスタのアルバイトもしている。売れていないことをよくバカにされている。最近では「ポチとお散歩」という曲を出した。月1回の音楽コーナーではルカの祖先である古代ローマ人の幽霊（一人二役）が登場する。
- マッテオは学生。何股もかけており彼女の名前を忘れてしまうことも。しまいにはレオナルドの後輩の男性社員にも恋してしまう。
- このバス停シーンで使われているCGは、テレビでドイツ語でも使用されている。

また、コントの途中に「アルティコロとジェルンディオの文法コーナー」が挿入される。

10月からはレオナルド・ルカ・マッテオの3人がチャンネル争いをするという設定になった。その中の番組が各コーナーになっている。そのためコーナー中はテレビの枠が表示されていて画面が少し小さくなっている。各コーナーは以下の通り。
- マリアの通販天国
  - マリアが毎回1つの商品を、使用者の声とともに紹介する番組という設定。回によっては「通販天国」に代わり、「Super clasiffica scio」と称する、イタリアの音楽を紹介する内容になることがある。
- アルティコロとジェルンディオの文法コーナー
- アルティコロとジェルンディオの冒険
- ローマの平日（2003年度分の再放送）

レオナルドは「通販天国」、ルカは「Super～」、マッテオは「ローマの平日」がお気に入りの番組という設定になっている。9月までの内容同様、コント色の強い内容になっている。

### 2006年度
出演
- 講師：入江たまよ
- 生徒
  - エリックまたひら
  - とよた真帆
- アシスタント
  - モニカ・ブレッサッリア
  - マッテオ・インゼオ

前年度に引き続き、生徒とモニカとマッテオが番組を進める。モニカとマッテオは、日本語を使わずイタリア語でのやり取りをしている。
入門編部分は、通年となっていて、毎月１つのテーマが決められている。
生徒は、「本日のキーフレーズ」でモニカとマッテオがやりとりした後、内容を掴んで、2人のうち隔週でどちらかがマッテオとやりとりを行う。その後、「一歩先へ」でフレーズの使いこなしをはかり、「確認テスト」で正解数を競う。
中級編は、モニカとマッテオが進め、マッテオが取材した文化コーナーを含んだスキット「ボローニャを歩く」から、リスニングを中心に応用表現を学ぶ。後期は再放送となっている。
番組の最後は講師の入江先生と生徒の2人が学んだ内容についてのトークで終わる。

### 2005年度
出演
- 講師：入江たまよ
- 生徒
  - パパイヤ鈴木
  - 遠藤久美子
- アシスタント
  - モニカ・ブレッサッリア
  - マッテオ・インゼオ
- 文化コーナー:
  - 貴乃花光司（日本の粋、4月～5月）
  - ジローラモ・パンツェッタ（日本の粋、4月～5月）

生徒とモニカとマッテオが番組を進める。モニカとマッテオは、日本語を使わずイタリア語でのやり取りをしている。復習テストの時だけ2人は日本語を話していた。
コンセプトは「イタリア語で楽しむ25の世間話」
ミラノ・フィレンツェ・ローマの3都市のインタビューから基本の質問と答えを学ぶ。
後期は前期の再放送と「Telegiornale　ニュースを聴こう!」
ラジオジャパンのニュースを材料に、ニュースのイタリア語について学ぶ。

### 2004年度
出演
- 講師：押場靖志
- 生徒
  - 加藤ローサ
- アシスタント
  - モニカ・ブレッサッリア
  - ジローラモ・パンツェッタ
  - ダリオ・ポニッスィ

ロベルト・ベニーニ監督・主演の「ピノッキオ」を教材として用いた。
後期は前期の再放送と「ローサと行こう!楽しさ広がる旅会話」
イタリア旅行をする時に役立つ表現を紹介した。

### 2003年度
出演
- 講師：押場靖志
- 生徒
  - 土屋アンナ
- アシスタント
  - ジローラモ・パンツェッタ
  - エリオ・メッリーノ
  - ダリオ・ポニッスィ

スキット
- Romana Nata ～ローマの平日～

基本表現は前年と変わり50の基本表現を学ぶ「Go! Go! 50」となった。
本年度から日本人講師が番組全般を担当する。

### 2002年度
出演
- 講師：鶴田真子美
- 生徒
  - 吉岡美穂
- アシスタント
  - ジローラモ・パンツェッタ
  - ダリオ・ポニッスィ
  - サラ・アリエンティ（アニメ「ピンパ」のコーナーを担当）
  - ヴィオレッタ・マストラゴスティーノ

本年度では日本人講師が担当するコーナーが登場する。
スキットは前年と同じ「自転車に乗って、北イタリア!」

### 2001年度
出演
- ジローラモ・パンツェッタ
- ダリオ・ポニッスィ
- coba
- 三井智映子

スキット
- 自転車に乗って、北イタリア!

ポー川に沿って北イタリアを自転車旅行するスキットを通して40の基本表現からなる新スタンダード40を学ぶ
智映子のアニメ劇場としてピンパが放送された。

### 2000年度
出演
- ジローラモ・パンツェッタ
- ダリオ・ポニッスィ
- 北原奈々子

スキットは前年と同じ「ナオミのシチリア紀行」

### 1999年度
出演
- ジローラモ・パンツェッタ
- ダリオ・ポニッスィ
- 山口もえ

スキット
- ナオミのシチリア紀行

出演：コンスエロ・モスケッラ（ナオミ役）
フォトジャーナリストのナオミがシチリアを旅するスキットを通して40の基本表現からなるスタンダード40を学ぶ

### 1998年度
出演
- 講師：高田和文
- 生徒
  - 辻香緒里
- アシスタント
  - ジローラモ・パンツェッタ
  - ダリオ・ポニッスィ

スキット
- Ciao a tutti チャオ ア トゥッティ

イタロとコッコと言うキャラクターが（ダリオが書いたイラスト）イタリア語の40個のフレーズを教えてくれる。
40の基本表現を学ぶ「スタンダード40」が開始。
基本表現の他に、ボーカボダリオと言うコーナーでは、辻香緒里とダリオが即興劇を交えて、単語やイタリア文化を教えてくれる。
２人とも演劇人だけあって、息もぴったりあって、芝居が面白く、単語の印象がより強くついた。

### 1997年度
出演
- 講師：一ノ瀬俊和
- 生徒
  - 佐藤康恵
- アシスタント
  - ジローラモ・パンツェッタ
  - ダリオ・ポニッスィ

スキット
- イタリアひとり歩き

### 1996年度
出演
- 講師：郡史郎
- 生徒
  - 板谷由夏
- アシスタント
  - ジローラモ・パンツェッタ
  - ダリオ・ポニッスィ

スキット
- ベニーネ&ベニーノ

### 1995年度
出演
- 講師：郡史郎
- ゲスト
  - ジローラモ・パンツェッタ
  - アダ・マウロ
  - 朝丘直芽
  - ダリオ・ポニッスィ
  - シモーナ・ピッコロ
  - エルマンノ・アリエンティ

テーマ
- BELLISSIMA ITALIA

### 1994年度
出演
- 講師：高田和文
- ゲスト
  - ラウラ・テスタヴェルデ
  - エルマンノ・アリエンティ
  - ダリオ・ポニッスィ
  - アレッサンドラ・モンティオーニ
  - 川島朝子
  - ジローラモ・パンツェッタ

### 1993年度
出演
- 講師：高田和文

### 1992年度
出演
- 講師：高田和文
- ゲスト
  - ジローラモ・パンツェッタ
  - ドナテッラ・ナティーリ
  - マリーア・ロベルタ・ノヴィエッリ
- スキット出演
  - 久保瑞穂

### 1991年度
監修
- マリーサ・ディ・ルッソ
- 白崎容子

出演
- ヴェーラ・クアットリーニ
- ジローラモ・パンツェッタ
- 朝岡直芽
- ジュリア・バッシ

### 1990年度
出演
- 講師：西本晃二
- マティルデ・マストランジェロ
- ジローラモ・パンツェッタ
- 朝岡直芽